# 簇花草属
簇花草属（学名：Cytinus）是一类不含叶绿素的寄生植物，它们只寄生在半日花科的岩玫瑰属和欧洲半日花属的植物上面，主要生长在地中海区域、南非和马达加斯加岛。.
其中C. capensis和C. sanguineus是雌雄异体体的，而C. hypocistis是雌雄同体的。以前的分类法将其列在大花草科中，最新的分类法将其和美洲簇花草属（Bdallophytum，共四种）一起单独分为一个簇花草科。但根据基因亲缘关系分类的APG 分类法和经过修订的APG II 分类法都认为无法将其和任何其他植物分到同一目中，属于系属不清的品种。

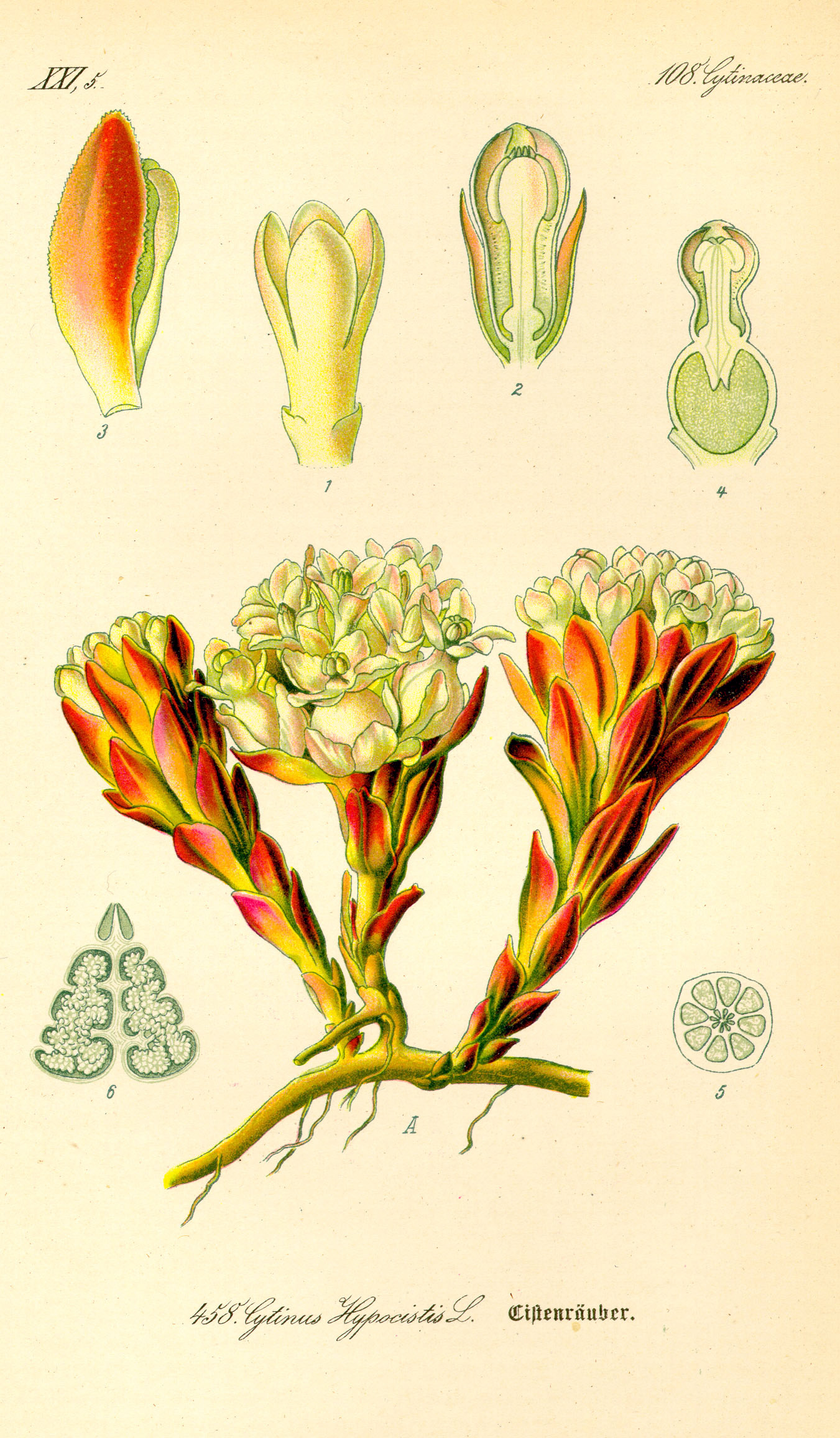
C. hypocistis

C. hypocistis的幼芽在欧洲被作为蔬菜，可以食用，也可以药用，止血，治疗痢疾或咽喉肿痛。 C. ruber也可以食用，欧洲民间用做通经药。

## 下属物种
本属包括以下物种：
- Cytinus baronii Baker fil.
- 南非簇花草 Cytinus capensis Marloth— 南非
- Cytinus glandulosus Jum.
- Cytinus hypocistis (L.) L. — 地中海区域，从法国南部、摩洛哥到土耳其[5]
- Cytinus malagasicus Jum. & Perrier
- Cytinus ruber (Fourr.) Fritsch - 地中海区域（现在重新分类为C. hypocistis的亚种 ssp. clusii)
- Cytinus sanguineus (Thunb.) Fourc.— 南非
- Cytinus visseri Burgoyne— 南非